# Négociation collective
La négociation collective est une notion importante concernant les salaires, les droits des travailleurs et les conditions de travail individuelles et qui fait appel aux partenaires sociaux.
La négociation d’une convention collective ou d’un accord d’entreprise permet d’adapter les règles du code du travail aux spécificités et aux besoins de l’entreprise.

## Droit par pays

### Canada
En droit canadien, il existe un droit à la négociation collective en vertu de l'article 2d) de la Charte canadienne des droits et libertés. La Cour suprême du Canada a reconnu dans l'arrêt Health Services and Support - Facilities Subsector Bargaining Assn. c. Colombie-Britannique de 2007 que l'article 2 d) de la Charte canadienne inclut le droit à la négociation collective.

#### Au Québec
Le Code du travail québécois est consacré à la définition des associations accréditées d'employés.
L'article 53 du Code du travail prévoit une obligation de fond de négocier avec diligence et bonne foi :

« La phase des négociations commence à compter du moment où l’avis visé à l’article 52 a été reçu par son destinataire ou est réputé avoir été reçu suivant l’article 52.2.
Les négociations doivent commencer et se poursuivre avec diligence et bonne foi. » »

Le contenu de l'obligation de négocier de bonne foi est précisée aux paragraphes 99 à 105 de l'arrêt Health Services and Support de la Cour suprême.

### En  Europe
En 1974, le Conseil de la Communauté économique européenne (CEE) avait intégré dans son premier programme d’action sociale l’objectif de « la participation croissante des partenaires sociaux aux décisions économiques et sociales de la Communauté et des travailleurs à la vie des entreprises ». Mais le dialogue social correspond à des procédures, à des niveaux de discussion, et à des pratiques fort disparates suivant les pays. UNI Global Union regroupe les pratiques en 5 types de modèles :
- Les pays d'Europe du Nord (Finlande, Suède, Danemark) : Dans ces pays, la négociation collective repose sur une forte tradition volontariste. Cela signifie que l'État n'interfère pas dans les relations industrielles et laisse la définition des règles du jeu et des conditions de la relation de travail aux parties à la négociation.
- Les pays d'Euopre de l'ouest (Chypre, Irlande, Malte, Royaume-Uni) : En règle générale, les négociations collectives dans le secteur privé ont lieu au niveau de l'entreprise entre les différents employeurs et les syndicats. Les négociations plus centralisées sont largement limitées au secteur public.
- Pays d'Europe centrale et orientale : Les négociations collectives dans le modèle de l'Europe centrale et orientale sont fragmentées et décentralisées. Dans la majorité des pays, l'entreprise est le niveau de négociation dominant.
- Pays d'Europe centre-ouest (Autriche, Belgique, Allemage, Luxembourg, Pays-Bas, Slovénie) : dans ces pays la négociation collective repose sur une notion de partenariat social traditionnellement partagée par les employeurs et les syndicats. Les négociations collectives se déroulent dans un contexte de relations industrielles axées sur la coopération et le compromis.
- Pays d'Europe du Sud (France, Grèce, Italie, Portugal, Espagne) : le modèle dans ces pays se caractérise par un niveau élevé d'intervention de l'État dans la réglementation de la relation de travail.et  par une tradition de négociations souvent plus conflictuelles.

### En  France
La négociation collective a deux fonctions:
- Premièrement, la négociation collective permet de déterminer les salaires et les conditions de travail d’un groupe donné de travailleurs couverts par « une convention signée dans le cadre de négociations libres et volontaires entre les deux parties indépendantes concernées ».
- Deuxièmement, elle permet aux employeurs et aux travailleurs de définir, grâce à un accord, les règles et les ententes des relations qu'ils entretiennent. La négociation collective a lieu entre un groupe d'employeurs, un employeur, plusieurs organisations d'employeurs d'une part, et une ou plusieurs organisations de travailleurs d'autre part. Elle agit à différents niveaux, que ça soit au milieu d'une unité de production d'une entreprise, au niveau de global l'entreprise, ou encore aux plans sectoriel, régional ou national.

Les délégués syndicaux négocient collectivement avec l’employeur. Mais, en cas d'absence de délégués syndicaux dans l'entreprise, un accord peut être conclu par les représentants élus du personnel au comité d’entreprise (ou à défaut par les délégués du personnel) ou, en l’absence de représentants élus, par un salarié spécifiquement mandaté.
Les employés s'unissent afin de mettre en place un code du travail pour protéger leurs intérêts. Les salariés peuvent donc s'opposer à ce que leur contrat soit modifié si cette modification ne leur est pas favorable. La mise en place d'un accord collectif doit protéger, en cas de désaccord avec l'administration. « “'Un accord collectif ne peut modifier sans l'accord des salariés les droits qu'ils tiennent de leur contrat de travail”' » 
La négociation a deux finalités, elle peut :
- Aboutir à une signature d'une convention collective ou d'un accord collectif.
- Ne pas aboutir, un constat de désaccord peut alors être établi.

La durée d'application est soit précisée dans le texte (mais ne peut être supérieure à 5 ans), soit elle n'est pas précisée et n'a dans ce cas pas de limite.